# Hammer Bakker
Hammer Bakker är en dansk bakkeö strax norr om Vodskov på ön Vendsyssel-Thy i Ålborgs kommun på Jylland.  Hammer Bakker ligger på ön Vendsyssel-Thy.